# Politiquerías
Politiquerías (traducibile in italiano come: I politicanti) è un film del 1931 diretto da James W. Horne con Stan Laurel ed Oliver Hardy (Stanlio e Ollio). Si tratta della versione spagnola del cortometraggio Donne e guai (Chickens Come Home).

## Trama
Il signor Hardy si candida come sindaco di una cittadina, e come assistente ha Stanley Laurel, che finisce per distruggergli durante la scrittura del discorso l'appuntamatite elettrico con una scarpa. 
Giunge nell'ufficio di Hardy una vecchia fiamma (Mae Busch), pretendendo di essere riconosciuta di nuovo come sua amante e avere una parte nella sua nuova vita.  Ollio la caccia via a malomodo, ma questa tira fuori una vecchia foto in cui i due sono ritratti in atteggiamento intimo. 
Le cose si complicano ancor di più quando la Signora Hardy si presenta in ufficio, chiedendo di essere ricevuta dal marito, che nasconde prontamente la donna nel bagno. La Signora Hardy gli comunica che quella sera avrebbero ricevuto alcuni influenti cittadini della città per la campagna elettorale. Peccato che la donna, uscita la moglie, pretendere un appuntamento a casa sua proprio quella serata di gala.
Ollio cerca di tergiversare, e manda Stanlio a casa della donna, per prendere tempo, e trovare delle scuse, durante la serata di gala, per poter reggere allo stesso tempo le due situazioni. Nel frattempo Ollio stesso ne approfitta per svignarsela, chiamando un mago che intrattiene gli ospiti, giocando i suoi trucchi al povero e sfortunato maggiordomo (James Finlayson), vittima dei suoi scherzi. Purtroppo tutto precipita; la moglie si insospettisce, Ollio non riesce a reggere le bugie, Stanlio non riesce a controllare la donna invierete che si precipita in casa Hardy, facendo scoppiare il parapiglia.

## Differenze con l'originale
Oltre al cambiamento di alcune battute dei protagonisti nella versione spagnola, il cambiamento più rilevante è l'aggiunta di un'intera scena in cui è presente l'attore Abraham J. Cantu nelle vesti di un mago che intrattiene gli ospiti alla festa di casa Hardy.
Nella scena infatti Ollio chiama il Mago Cujo per far perdere tempo alla moglie e agli invitati, affinché possa scappare dalla sua ex-fiamma. Tuttavia Hardy rimane bloccato dalla moglie, mentre il mago improvvisa alcuni numeri di prestigio con il cappello facendo scomparire e riapparire delle carte. Successivamente egli aspira tre lunghe tirate da una sigaretta minuscola, facendolo sparire, e poi soffiando volta per volta tutto il fumo che ha aspirato facendo riapparire anche la sigaretta; infine convoca lo stesso maggiordomo Finlayson facendogli uscire dei serpenti finti e dei fazzoletti colorati dalla camicia e dalla giacchetta.
Finito il numero, Oliver cerca di fuggire con la complicità del maggiordomo Finlayson, tuttavia la moglie lo scopre; egli cerca di fuggire ancora, ma questa volta la moglie gli buca il cappello, gli squarcia la giacca e gli molla un pugno in pancia. Così Hardy rientra in sala e annuncia il secondo numero di magia: entra un uomo in abiti di sceicco, sempre il Mago Cujo, con la sua assistente cortigiana che inizia a riempirgli tanti bicchieri d'acqua per svuotare una boccia. Il mago li beve tutti uno dopo l'altro in un sorso per poi sputare come una fontanella tutto il liquido ingerito. Lo stesso fa con dei datteri ingoiandolo uno dopo l'altro e risputando ognuno nella ciotola apposita per poi bagnarla con il resto del liquido che aveva ingerito in stile fontanella.
Concludendo il suo spettacolo, lo sceicco finisce di ingurgitare l'acqua della boccia per poi ingerire anche del kerosene, incendiando con lo sputo un modellino; il numero riesce così bene che il pubblico esplode in un'ovazione.